# Korvträd

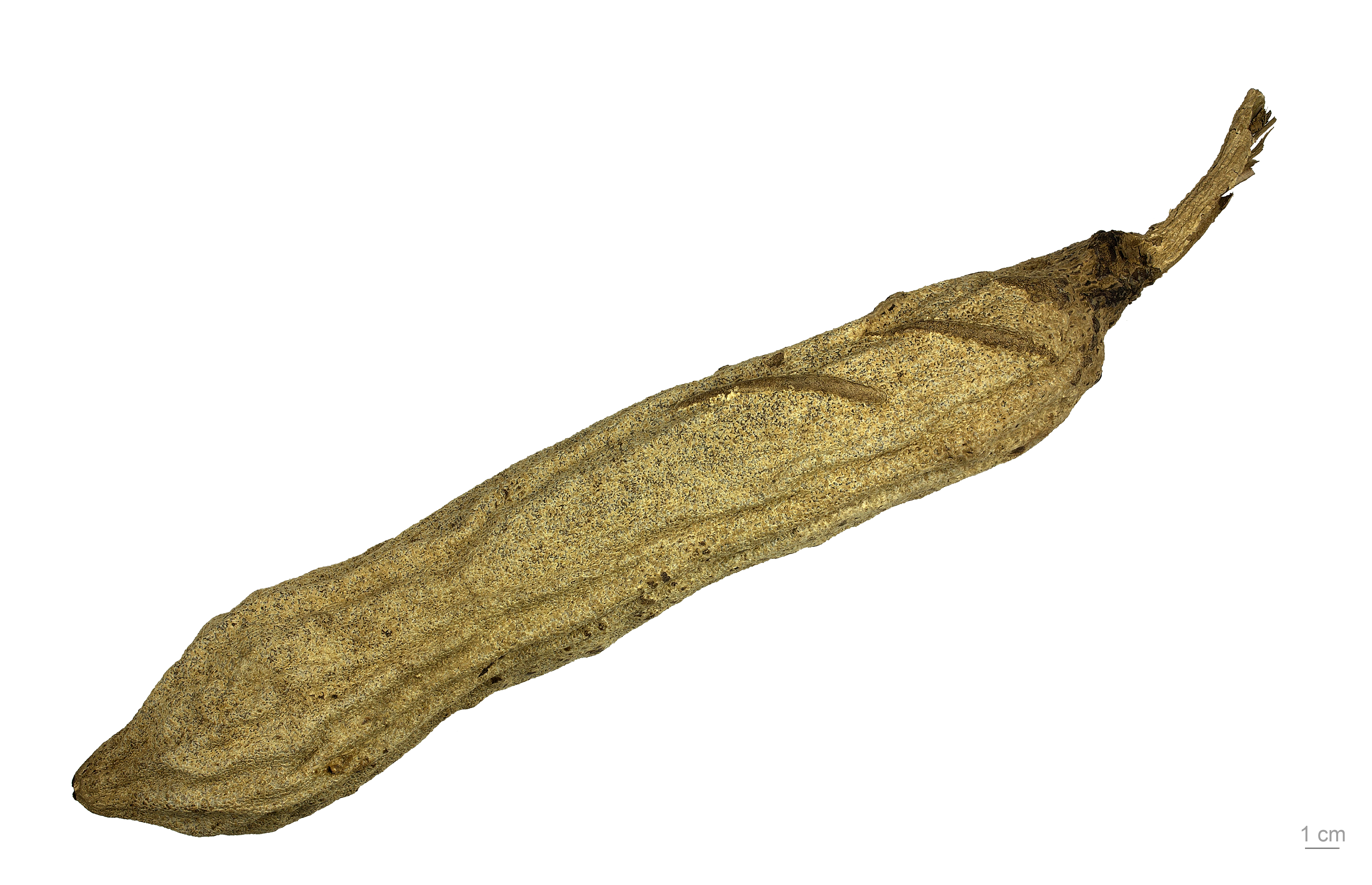
Kigelia africana”

Korvträd eller leverkorvträd (Kigelia africana) är en art i familjen katalpaväxter. Korvträdet förekommer naturligt i tropiska delarna av västra och nordöstra Afrika och söderut till Botswana. Arten odlas som prydnadsväxt i varma länder.
Trädet är 6–20 meter högt. Det blommar i juni till augusti, med rödrosa blommor som doftar som jäst frukt. De blommar endast under en natt och pollineras vanligtvis av fladdermöss. Blommorna hänger på långa blomskaft, vilket ger fladdermössen en del manövreringsmöjligheter, och blir de inte pollinerade så faller de av följande dag. 
Befruktade blommor bildar långskaftade, 30 till 60 cm långa, bruna, korvlika frukter. De största kan väga upp till 7 kg. Omogna frukter sägs vara giftiga, men används som naturläkemedel mot bölder, reumatism och könssjukdomar. Mogna frukter innehåller ett enzym som gör kött mört men används även på Östafrikas landsbygd till förbättrad jäsning av öl – pombe.
På gränsen mellan Zimbabwe och Zambia, nära Victoriafallen, finns ett träd som enligt sägnen Livingstone en gång har slagit läger under och ristat in sina initialer på.

## Synonymer
- Kigelia aethiopum (Fenzl) Dandy
- Kigelia pinnata (Jacq.) DC.